# Riverdale (Californië)
Riverdale is een plaats in Fresno County in Californië in de VS.

## Geografie
Riverdale bevindt zich op 36°25′51″Noord, 119°51′44″West. De totale oppervlakte bedraagt 10,4 km² (4,0 mijl²) wat allemaal land is.

## Demografie
Volgens de census van 2000 bedroeg de bevolkingsdichtheid 232,6/km² (602,4/mijl²) en bedroeg het totale bevolkingsaantal 2416 als volgt onderverdeeld naar etniciteit:
- 51,53% blanken
- 1,24% zwarten of Afrikaanse Amerikanen
- 1,20% inheemse Amerikanen
- 1,95% Aziaten
- 0,17% mensen afkomstig van eilanden in de Grote Oceaan
- 34,85% andere
- 9,06% twee of meer rassen
- 51,08% Spaans of Latino

Er waren 728 gezinnen en 599 families in Riverdale. De gemiddelde gezinsgrootte bedroeg 3,31.

## Plaatsen in de nabije omgeving
De onderstaande figuur toont nabijgelegen plaatsen in een straal van 24 km rond Riverdale.